# (9165) Raup
(9165) Raup (1987 SJ3) – planetoida z pasa głównego asteroid okrążająca Słońce w ciągu 2,8 lat w średniej odległości 1,99 j.a. Odkryta 27 września 1987 roku.